# 喜久丸
喜久丸（きくまる、生没年不詳）は、日本の芸者歌手、民謡歌手。

## 経歴
三重県出身。東京の渋谷で菊丸と名乗り、芸者となる。ビクターからスカウトされ、作曲家の中山晋平とその妻で歌手の新橋喜代三から教えを受けるようになる。その後、喜久丸の名で歌手デビュー。単独よりも、共唱の曲が多かったと見られる。1953年（昭和28年）12月、NHKの『民謡をたずねて』に師匠・新橋喜代三、同じく弟子の喜代丸と出演。

## 代表曲
※出典は国立国会図書館サーチ。
1948年
『瑞穂踊り』共唱:市丸、鈴木正夫、波岡惣一郎
1950年
『伊勢音頭(さわぎ)』共唱:市丸
『さくら音頭』共唱:市丸、鈴木正夫、波岡惣一郎
1951年
『道頓堀から』
『十日町小唄』共唱:市丸
1954年
『名古屋ぶし』共唱:中山嘉子
1955年
『刈干切唄』
1957年
『岡崎五万石』
1958年
『炭坑節』共唱:鈴木正夫
1961年
『山中節』